# Stinius Fredriksen

El Juicio Final, en la fachada occidental de la Catedral de Nidaros. Un modelo de Stinius Fredriksen de 1948.

Stinius Fredriksen (Stavanger, 11 de marzo de 1902 - 1977). Escultor y pintor noruego.
Entre 1921 y 1923 estudió en la Academia Estatal de Arte, en Oslo, donde fue alumno de Wilhelm Rasmussen. Posteriormente, entre 1923 y 1924 fue alumno de Antoine Bourdelle en la Escuela Nacional Superior de Bellas Artes, en París, y también en esa ciudad estudió con Charles Despiau como profesor.
Tras regresar a Noruega, realizó algunas obras escultóricas. Obtuvo la oportunidad de colaborar con algunas esculturas menores durante la remodelación de la Catedral de Nidaros, en Trondheim. Poco después, en 1927, se le concedió la responsabilidad de varias importantes esculturas de la fachada occidental de la catedral, donde tenía que basarse en el arte gótico. Trabajaría en la catedral hasta la década de 1960.
El renombre que obtuvo en Nidaros le valió la reonstrucción de esculturas de la fachada oriental de la Catedral de Stavanger. Influido por el modernismo, construyó numerosos monumentos en Stavanger, Oslo, Trondheim y Kirkenes.
- Datos: Q2853015
- Multimedia: Stinius Fredriksen / Q2853015